# 青山政次
青山 政次（あおやま まさじ、1902年8月31日 - 1999年10月20日）は、日本の実業家。京都セラミツク(現在の京セラ)社長を務めた。兵庫県出身。

## 経歴・人物
1928年に京都帝国大学工学部電気工学科を卒業。日本電磁器、松風工業での勤務を経て、1959年に稲盛和夫らと共に京都セラミックを創立し、専務に就任し、1964年には社長に昇格。1966年には会長に就任し、1971年に取締役相談役を経て、1973年から監査役を務めた。
趣味は音楽で、1987年には私財を投じて、京都市郊外に青山音楽記念館を建設した。
1999年10月20日急性心筋梗塞のために死去。97歳没。